# Jardines Del Hipódromo
Lo stadio Jardines del Hipódromo María Mincheff de Lazaroff, meglio conosciuto come Jardines Del Hipódromo, è uno stadio di Montevideo, capitale dell'Uruguay. Ospita le partite interne del Danubio Fútbol Club ed ha una capienza di 18,000 spettatori. Costruito negli anni '50, venne inaugurato il 25 agosto 1957.